# 艺术体操

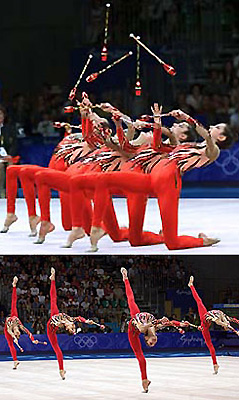
2000年悉尼奥运会雅典艺术体操队

藝術體操（Rhythmic gymnastics），起源于欧洲。1962年被国际体操联合会确定为比赛项目。1963年举办第一届世界艺术体操锦标赛，1984年被列为奥运会正式比赛项目。
藝術體操原來只有女子比赛项目，但現在日本、美国、加拿大、澳大利亚、俄罗斯、韩国、马来西亚、墨西哥等國家，已有男子進行韻律體操運動，称为男子艺术体操。首届世界男子艺术体操锦标赛于2003年11月27日到29日召开。
女子的藝術體操主要有：圈操、球操、棒操和带操四种；男子的韻律體操通常沒有球操和棒操，會加入了棍操。但西班牙的魯本·奥利維拉却将全部女子项目同时加以男子化；其身体所展现的柔韧性不逊于任何女子艺术体操运动员。

## 绳操
绳操使用的轻器械是麻绳或纤维制成的绳子，比赛动作主要有：过强绳跳、摆动、抛接、跳跃等。2011年，國際體操總會決定從韻律體操比賽中廢除繩操這個項目。

## 球操
球操使用的器械是直径20厘米左右的橡胶体操球，比赛动作主要有：拍球、滚动、抛接、跳跃、转动等。

## 棒操
棒操（也称舞棒）是使用长40至50厘米，形状如瓶的体操棒作为器械，表演动作主要有：空中转动、抛接、摆动、跳跃等，参与者目前多为女性。

## 带操

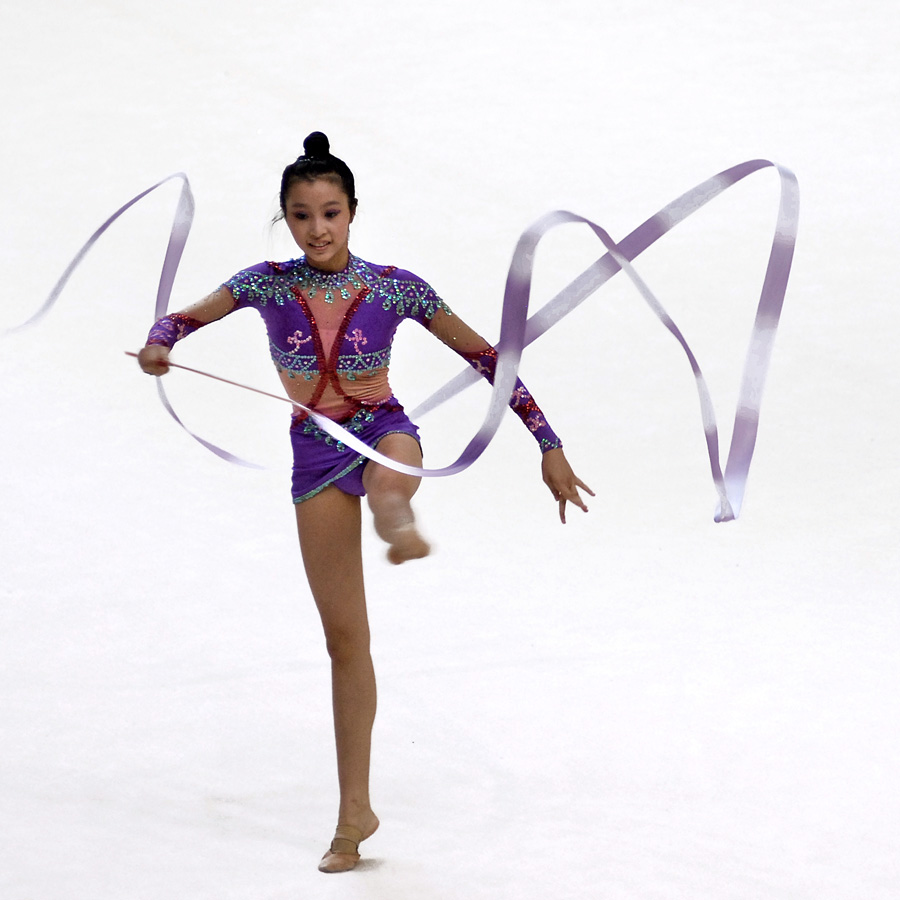
带操

带操使用的器械是长约6米，宽5厘米左右的彩带作为表演器械，彩带的一端与长50厘米左右的棍子相连，表演动作主要有：绕环、螺形、摆动、抛接、转体等。

## 圈操
圈操使用的器械是内径约90厘米的木制或塑料制成的圈，表演的动作主要有：钻圈、抛接、绕环、滚动等。

## 外部連結
- Fédération Internationale de Gymnastique （页面存档备份，存于） （英語和法語）
- Rhythmic Gymnastics on the British Gymnastics website （页面存档备份，存于）
- Rhythmic Gymnastics （页面存档备份，存于） at About.com
- Rhythmic Gymnastics Music （页面存档备份，存于）
- Rhythmic Gymnastics Equipment （页面存档备份，存于）